# Вежиці
Вежиці (пол. Wierzyce) — село в Польщі, у гміні Лубово Гнезненського повіту Великопольського воєводства.
Населення — 531 особа (2011).

## Демографія
Демографічна структура станом на 31 березня 2011 року:
|          | Загалом | Допрацездатний вік | Працездатний вік | Постпрацездатний вік |
| -------- | ------- | ------------------ | ---------------- | -------------------- |
| Чоловіки | 252     | 72                 | 169              | 11                   |
| Жінки    | 279     | 68                 | 168              | 43                   |
| Разом    | 531     | 140                | 337              | 54                   |